# Захаров, Матвей Васильевич
Матве́й Васи́льевич Заха́ров (5 [17] августа 1898, Войлово, Тверская губерния — 31 января 1972, Москва) — советский военачальник, начальник Генерального штаба Вооружённых сил СССР (1960—1963, 1964—1971), Маршал Советского Союза (1959), дважды Герой Советского Союза (1945, 1971). Профессор (1948).

## Биография

### Юность
Родился 5 (17) августа 1898 года в деревне Войлово Татарковской волости Старицкого уезда Тверской губернии. Русский. Из крестьян. В 1904 году семья уехала в Санкт-Петербург, где отец стал работать плотником. В 1913 году окончил Тверское городское высшее начальное училище, работал слесарем на заводах в Петрограде. Активный участник бурных революционных событий 1917 года в Петрограде, вступил в отряд Красной гвардии завода «Сименс и Гальске». В этом отряде 7 ноября (по ст.ст. 25 октября) участвовал в штурме Зимнего дворца и в боях под Пулково при подавлении контрреволюционного мятежа Керенского — Краснова. В декабре 1917 года вступил в РСДРП.

### Гражданская война
Как активный петроградский коммунист, Захаров был направлен в только что начавшую формироваться Красную армию. В 1918 году окончил 2-е Советские Петроградские артиллерийские курсы. С ноября 1918 года на фронтах Гражданской войны, с декабря того же года командовал артиллерийской батареей в 10-й армии под Царицыном. В дальнейшем воевал против войск генерала А. И. Деникина и белых казачьих войск на Северном Кавказе и на Ставрополье. Был командиром батареи, с марта 1919 командир легкого артиллерийского дивизиона, с июля 1919 — начальник штаба артиллерии 39-й стрелковой дивизии 10-й армии. С сентября 1919 года был начальником артиллерийского снабжения 48-й и 50-й стрелковых дивизий, с сентября 1920 года — помощник начальника штаба 101-й стрелковой бригады по оперативной части в 34-й стрелковой дивизии. Участвовал во взятии Царицына, воевал на Юго-Восточном и Кавказском фронтах. В 1920—1921 годах участвовал в борьбе с политическим бандитизмом на Северном Кавказе. Летом 1919 года прошёл короткое обучение в Высшей школе штабной службы. Был ранен в бою в июне 1919 года.

### Между войнами
В межвоенный период М. Захаров много учился: в 1924 году он окончил Харьковские повторные курсы комсостава, в 1928 году — факультет снабжения Военной академии РККА имени М. В. Фрунзе, в 1933 году — оперативный факультет в той же академии, в 1937 году — Академию Генерального штаба РККА, где учился на ставшем позднее знаменитым «маршальском курсе» (на нём учились 4 будущих Маршала Советского Союза, 6 генералов армии, 8 генерал-полковников, 1 адмирал).
С ноября 1921 года служил в 28-й стрелковой дивизии на должностях адъютанта командира 82-й стрелковой бригады, командира взвода учебной батареи, помощника начальника штаба по оперативной части 83-го и 74-го стрелковых полков. С ноября 1924 года был старшим помощником по оперативной части начальника штаба 25-й стрелковой дивизии. В июне 1928 — ноябре 1932 года находился на штабной работе в Белорусском военном округе: помощник начальника и начальник организационно-мобилизационного отдела управления снабжения штаба округа. С июля 1933 по февраль 1936 года был начальником оперативного отдела штаба Белорусского военного округа.

Матвея Васильевича Захарова я знал по Белорусскому военному округу, где он был начальником оперативного отдела штаба округа……

Надо сказать, что оперативный отдел штаба округа, который возглавлял М. В. Захаров, резко выделялся среди большинства приграничных округов своей сколоченностью, подготовленностью и общей оперативной культурой. Несколько позже М. В. Захаров успешно командовал стрелковым полком в Бобруйске. Возглавляя штаб 2-го Украинского фронта, Матвей Васильевич был хорошей опорой для командующего фронтом И. С. Конева.
— Жуков Г. К. Воспоминания и размышления. Т. 2. 3-е изд. — М.: Новости, 1978. — С. 190.
В феврале-октябре 1936 года командовал 22-м стрелковым полком 8-й стрелковой дивизии Белорусского ВО. После окончания академии с июля 1937 — начальник штаба Ленинградского военного округа. С мая 1938 года — помощник начальника Генерального штаба РККА. С мая 1940 года — начальник штаба Одесского военного округа.

### Великая Отечественная война
С 22 по 28 июня 1941 года занимал должность начальника штаба 9-й армии. Совершил выдающийся и по тем временам исключительно рискованный поступок: сделав вывод из имеющихся данных об опасности нападения врага на СССР, поздно вечером 21 июня 1941 года отдал приказ о приведении войск округа в боевую готовность, о занятии приграничных укреплений и выводе войск из мест постоянной дислокации, о немедленном перемещении авиации по полевым аэродромам (в ряде публикаций указывается, что Захаров убедил отдать такой приказ командующего округом Я. Т. Черевиченко, однако сам Черевиченко в своих воспоминаниях указывает именно на инициативу Захарова). Начало войны подтвердило правильность данного приказа, а войска округа избежали разгрома и организованно вступили в бой. Советский ас-истребитель маршал авиации А. И. Покрышкин, служивший перед войной в ВВС Одесского военного округа, вспоминает в своих мемуарах «Небо войны», что когда утром 22 июня вражеская авиация разбомбила постоянный аэродром его полка, там оказался уничтоженным единственный находившийся на аэродроме самолёт, не успевший накануне перелететь на запасной аэродром из-за поломки. Противнику удалось нанести удар только по аэродромам в Бендерах и Гросулово, где самолёты не смогли подняться в воздух с размытого дождями лётного поля.

Коротко объяснив ситуацию и передав содержание разговора с наркомом, я приказал Захарову поднять все приграничные войска по боевой тревоге, а войскам округа занять оборонительные рубежи, согласно плану, и быть готовыми встретить врага огнем. М. В. Захаров проявил исключительную оперативность и инициативу. Ещё до моего приказа, узнав от командования Черноморского военно-морского флота о надвигающейся опасности, он одновременно с отдачей распоряжения о повышении боевой готовности командующему ВВС округа генерал-майору Ф. Г. Мичугину приказал командирам корпусов вывести войска по боевой тревоге из населенных пунктов. Частям прикрытия был отдан приказ занять свои районы и установить связь с пограничными отрядами. Все это обеспечило организованное поведение частей и соединений Одесского военного округа в развернувшихся затем событиях.— Черевиченко Я. Т. Война. Народ. Победа. 1941 – 1945: Статьи. Очерки. Воспоминания. /Составители Данишевский И.М., Таратута Ж.В. Кн. 1. – 2-е изд., доп. – М.: Политиздат, 1983. – 231 с.
С 10 июля по 4 августа 1941 года — начальник штаба Главного командования войск Северо-Западного направления, но был снят по требованию главкома войск направления маршала К. Е. Ворошилова, возмущённого рядом оперативных решений, принятых Захаровым в отсутствие часто выезжавшего на фронт маршала. С августа 1941 года — заместитель начальника Главного управления Тыла Красной армии, но в этом должности был недолго: при выезде на фронт попал в автомобильную аварию, получил тяжелые травмы и несколько месяцев был в госпитале. С декабря 1941 года и до конца войны — в действующей армии, последовательно занимал должности начальника штаба Калининского (с декабря 1941), Резервного (с апреля 1943), Степного (с июня 1943), 2-го Украинского (с октября 1943 по май 1945) фронтов. Длительное время был начальником штаба разных фронтов при командующем И.  С. Коневе (с декабря 1941 до мая 1944, с перерывом).
Особенно успешно проявил себя в таких крупных операциях, как Белгородско-Харьковская, Кировоградская, Корсунь-Шевченковская, Уманско-Ботошанская, Ясско-Кишинёвская, Дебреценская, Будапештская, Венская, Пражская. Кроме того, штабы этих фронтов под руководством генерала М. В. Захарова самостоятельно разработали и провели около 20 фронтовых наступательных операций.
С июля 1945 года — начальник штаба Забайкальского фронта (при этом, по воспоминаниям С. М. Штеменко, И. В. Сталин предлагал назначить М. В. Захарова на должность начальника штаба Главного командования советских войск на Дальнем Востоке, но тот сам отказался, попросив оставить его начальником штаба Забайкальского фронта). В ходе Советско-японской войны в августе 1945 года фронт успешно провёл Хингано-Мукденскую наступательную операцию, в кратчайшие сроки выйдя крупными подвижными силами в глубокий тыл японской Квантунской армии.

### Послевоенное время

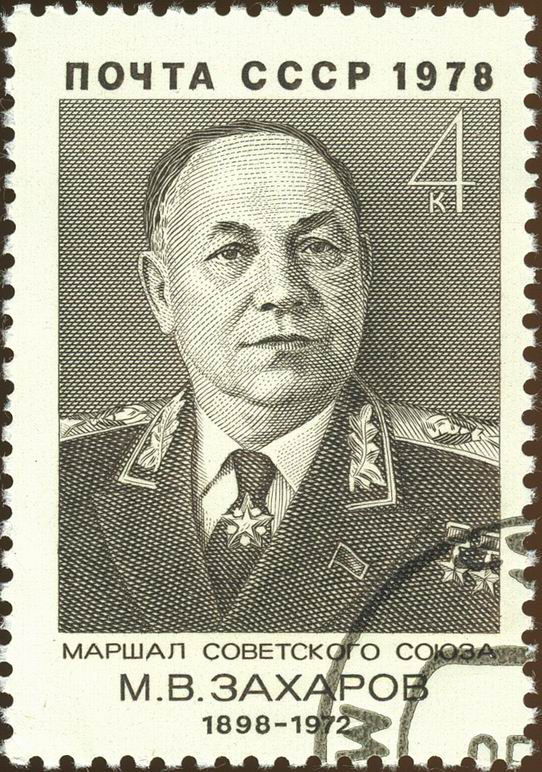
Советская марка, посвящённая М. В. Захарову, 1978 г.

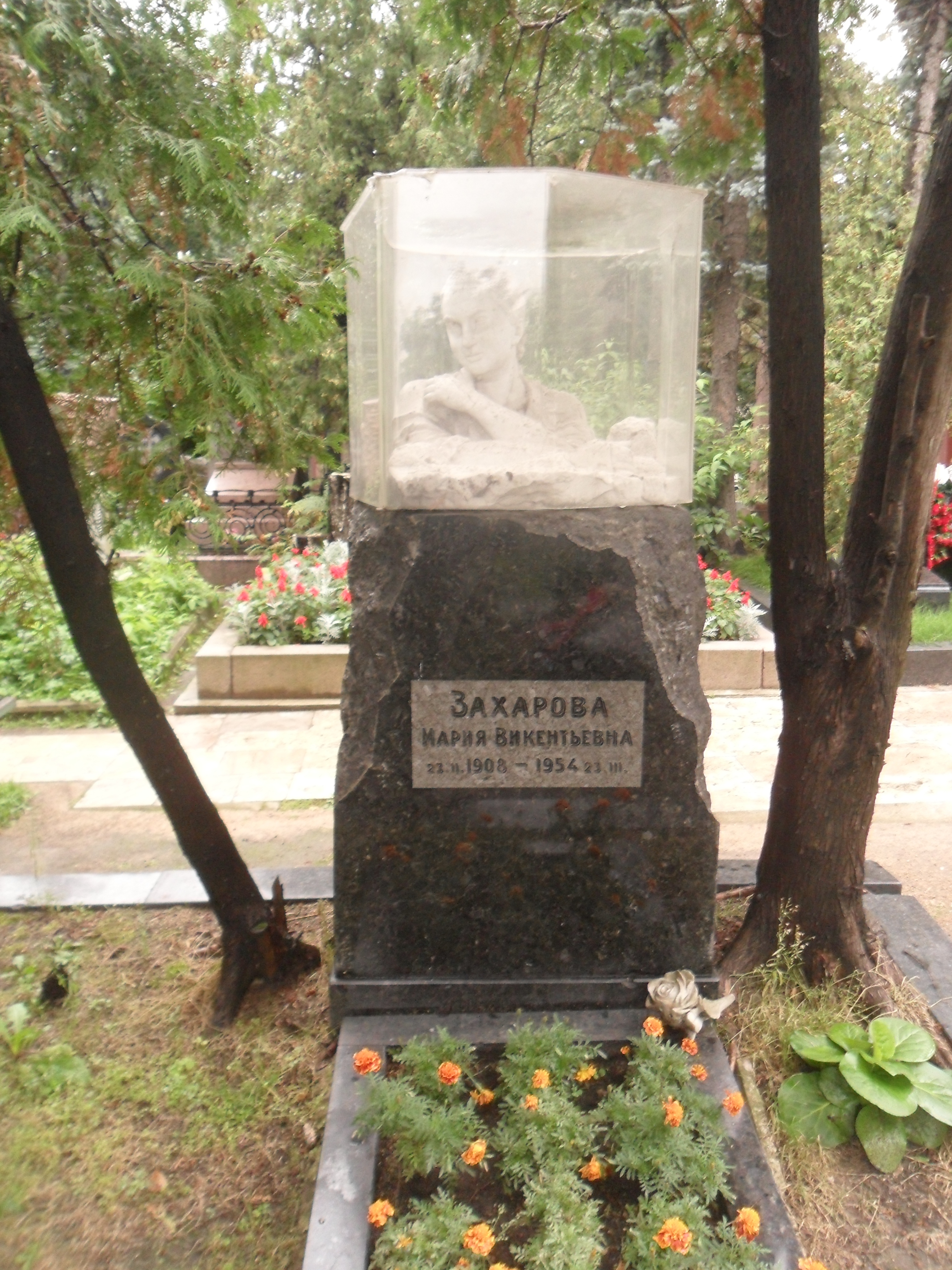
Могила первой жены Захарова на Новодевичьем кладбище.

Могила второй жены Захарова на Новодевичьем кладбище.

С октября 1945 года Захаров — начальник Высшей военной академии (тогдашнее наименование Военной академии Генерального штаба). С января 1949 года — заместитель начальника Генерального штаба по разведке — начальник Главного разведывательного управления Генерального штаба. С июля 1952 года — Главный инспектор Советской армии. С мая 1953 года — командующий войсками Ленинградского военного округа. С ноября 1957 года — Главнокомандующий Группой советских войск в Германии.
С апреля 1960 года — начальник Генерального штаба Вооружённых сил СССР. В марте 1963 года понижен в должности до начальника Военной академии Генерального штаба ВС СССР (в некоторых мемуарах упоминается о предшествующем этому событию конфликте Захарова с Н. С. Хрущёвым по какому-то военному вопросу, сам Хрущёв в своих мемуарах утверждал, что настаивал на смещении Захарова из-за его возраста при том, что Захаров был на 4 года моложе его самого). Сразу после отстранения Хрущёва от власти, в ноябре 1964 года Захаров повторно назначен вместо погибшего в авиакатастрофе Сергея Бирюзова начальником Генерального штаба Вооружённых сил СССР — первым заместителем Министра обороны СССР. В 1967 году находился в длительной командировке в Египте во главе большой советской военной делегации, решая вопросы восстановления египетской армии после разгрома от Израиля в Шестидневной войне, вёл переговоры с президентом Г. Насером.
Хрущёв в своих воспоминаниях назвал М. В. Захарова открывшим «движение сталинистов».
Член ЦК КПСС с 1961 года. Депутат Верховного Совета РСФСР 2-го созыва (1947—1952). Депутат Совета Союза Верховного Совета СССР 5-го созыва от военного избирательного округа, Совета Национальностей Верховного Совета СССР 4, 6, 7 и 8-го созывов (1954—1972).
В 1970 году в составе советской военной делегации посетил КНДР.
С сентября 1971 года — генеральный инспектор Группы генеральных инспекторов Министерства обороны СССР. 
Похоронен в Кремлёвской стене на Красной площади в Москве.

## Отзывы сослуживцев
М. B. Захарова я просто побаивался, хотя знал его больше… Для меня Захаров был грозным начальником, которому лучше не попадаться на глаза. Но в то же время хотелось бы отметить его справедливость. Это мне было известно по прежней работе начальником оперативного отдела армии. Зря он никогда никого не обижал и не наказывал, хотя порой был и грубоват…— Ковтун-Станкевич А. И. Венгерские записки. // Военно-исторический журнал. — 2008. — № 11. — С.59-62.

Захаров был резким, требовательным руководителем, который не особенно выбирал выражения при «работе» с личным составом, и, на первый взгляд, не производил впечатления интеллигентного и высокообразованного человека. Но на самом деле это был потрясающе эрудированный и всесторонне образованный военачальник. К тому же он обладал уникальным природным даром, скорее даже талантом, — быстрочтения. Захаров внимательно изучал все военно-теоретические журналы, книги, сборники по военной тематике. Стол его всегда был завален литературой, генерал следил за всеми новинками военной мысли.…— Мильштейн М.А Сквозь годы войн и нищеты. // М.: ИТАР-ТАСС. — 2000.

## Воинские звания
- полковник (02.12.1935)
- комбриг (16.07.1937);
- комдив (22.02.1938);
- комкор (09.02.1939);
- генерал-майор (04.06.1940);
- генерал-лейтенант (30.05.1942);
- генерал-полковник (20.10.1943);
- генерал армии (29.05.1945);
- Маршал Советского Союза (08.05.1959).

## Награды
СССР

Ныне отсутствующий памятник на территории бывшего Рязанского высшего военного командного училища связи имени Маршала Советского Союза М. В. Захарова

Мемориальная доска на доме 6 корп.1 на ул. маршала Захарова в Москве

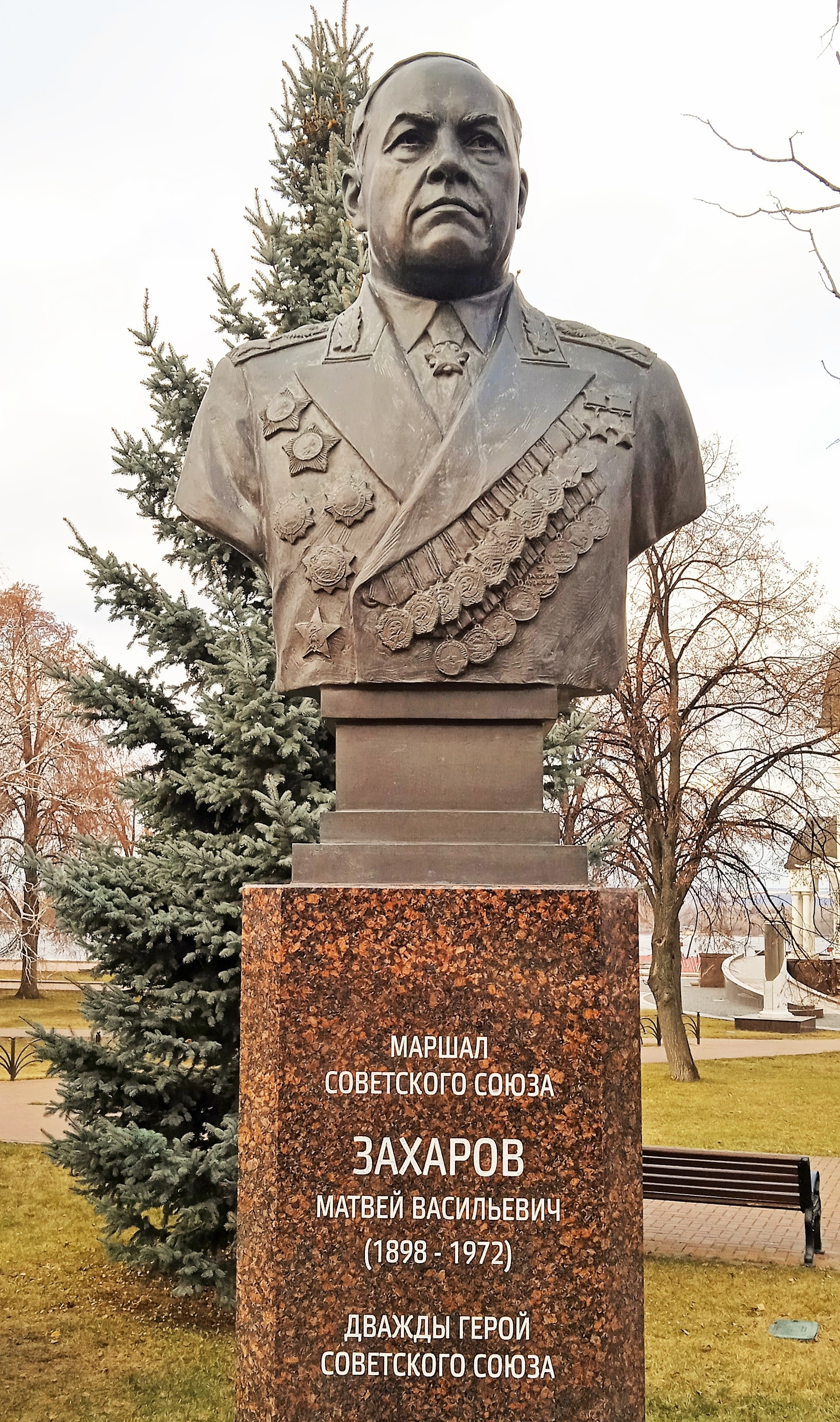
Бюст М. В. Захарова на площади Славы в Самаре

- Дважды Герой Советского Союза (08.09.1945 № 8675, 22.09.1971 № 88);
- 5 орденов Ленина (21.02.1945, 08.09.1945, 21.06.1957, 02.02.1958, 22.02.1968);
- орден Октябрьской Революции (16.08.1968);
- 4 ордена Красного Знамени (22.02.1938, 31.12.1942, 03.11.1944, 06.11.1947);
- 2 ордена Суворова 1-й степени (13.09.1944, 28.04.1945);
- 2 ордена Кутузова 1-й степени (27.08.1943, 22.02.1944);
- орден Богдана Хмельницкого 1-й степени (17.05.1944);
- орден Красной Звезды (31.12.1939);
- почётное оружие с золотым изображением Государственного герба СССР (22.02.1968);
- медали;

Других государств
 Чехословакия:
- Герой Чехословацкой Социалистической Республики (30.04.1970);
- орден Клемента Готвальда (30.04.1970);
- орден Белого льва «За победу» 2-й степени;
- Серебряная медаль Военного ордена «За свободу»;
- Чехословацкий Военный крест 1939 года;
- медаль «За укрепление дружбы по оружию» 1-й степени;
- Дукельская памятная медаль;
- медаль «25 лет Словацкому национальному восстанию»

 ВНР:
- звезда и знак ордена Заслуг;
- звезда и знак ордена Заслуг Венгерской Народной Республики 1-й степени;
- звезда и знак ордена Заслуг Венгерской Народной Республики 2-й степени;
- звезда и знак ордена Заслуг Венгерской Народной Республики 3-й степени;
- орден Венгерской свободы.

 МНР:
- три ордена Сухэ-Батора;
- орден Боевого Красного знамени;
- медаль «25 лет Монгольской народной революции»
- медаль «За Победу над Японией» (МНР);
- медаль «30 лет Халхин-Гольской Победы»;
- медаль «50 лет Монгольской Народной Армии».

 ПНР:
- командорский крест со звездой ордена Возрождения Польши;
- командорский крест ордена Возрождения Польши.

 СР Румыния:
- орден Звезды Румынии (СРР) 1-й степени (24.10.1969);
- орден «Защита Отечества» 2-й степени;
- орден «Защита Отечества» 3-й степени;
- Орден Михая Храброго 2-й степени с мечами и 3-й степени;
- медаль «За освобождение от фашизма»

 Югославия:
- орден Партизанской звезды 1-й степени;
- орден «За заслуги перед народом».

 НРБ:
- орден Народной Республики Болгария 1-й степени.
- медаль «20 лет Болгарской народной армии»

 КНДР:
- орден Государственного флага 1-й степени (1970).

 Китай:
- две медали «Китайско-советской дружбы».

## Сочинения
Воспоминания
- Накануне великих испытаний. — М., 1968.
- От Будапешта до Праги. // 9 Мая 1945 года. / Под редакцией члена-корреспондента АН СССР А. М. Самсонова. — М.: Наука, 1970.
- Ученый и воин. О Маршале Советского Союза Б. М. Шапошникове. — М.: Политиздат, 1974. — 112 с. — (Герои Советской Родины).
- Генеральный штаб в предвоенные годы. — М.: Воениздат, 1989[26].

Учебные пособия и методические работы
- Питание патронами в бою. — М.: Госиздат; Л.: Отдел военной литературы, 1927. — 32 с.[27]
- Операция на окружение.
- Тактика высших соединений.
- Человек и техника.
- О принципах и методах военного обучения.
- Турция (в соавт. с Аврущенко А. С.) — Тбилиси: [б. и.], 1957 (Политуправление Закавказского ВО).
- О научном подходе к руководству войсками. — М.: Воениздат, 1967.
- Защита Отечества – священный долг гражданина СССР. – М., 1969.

Коллективные научные труды под руководством М. В. Захарова
- Будапешт — Вена — Прага.: Историко-мемуарный труд / Под общ. ред. Маршала Советского Союза Р. Я. Малиновского. — М.: Наука, 1965[28].
- Финал: Историко-мемуарный очерк о разгроме империалистической Японии в 1945 г. / Под общ. ред. Маршала Советского Союза М. В. Захарова. — 2-е изд. — М.: Наука, 1969.
- В. И. Ленин и военная история / Ред. коллегия: М. В. Захаров (глав. ред.) и др. — М.: Воениздат, 1970.
- Освобождение Юго-Восточной и Центральной Европы войсками 2-го и 3-го Украинских фронтов. (1944-1945) / Под общ. ред. Маршала Советского Союза М. В. Захарова. — М.: Наука, 1970.
- Корсунь-Шевченковская битва / Ред. коллегия: Маршал Сов. Союза М. В. Захаров и др. — 2-е изд. — Киев: Политиздат Украины, 1975. — 303 с.

Статьи
- Некоторые данные о военно-техническом снабжении в мировую войну. // Война и революция. — 1931. — Кн. 1. — С. 52—60.
- Начальный период Великой Отечественной войны и его уроки. // Военно-исторический журнал. — 1961. — № 1. — С.3—14.
- О советском военном искусстве в битве под Курском (К 20-летию разгрома немецко-фашистских войск под Курском). // Военно-исторический журнал. — 1963. — №№ 6, 7.
- Молниеносная операция (из опыта 2-го Украинского фронта в Ясско-Кишиневской операции). // Военно-исторический журнал. — 1964. — № 8. — С.15—28.
- Советское военное искусство в операциях по освобождению Венгрии (По опыту 2-го Украинского фронта). // Военно-исторический журнал. — 1965. — № 2. — С.12—22.
- Штурм Зимнего. // Военно-исторический журнал. — 1967. — № 10. — С.68—76.
- Маршал Советского Союза М. Захаров. Наука и оборона страны // журнал "Наука и жизнь", № 2, 1968. стр.2-19
- Коммунистическая партия и техническое перевооружение армии и флота в годы первых пятилеток. // Военно-исторический журнал. — 1971. — № 2. — С.2—12.

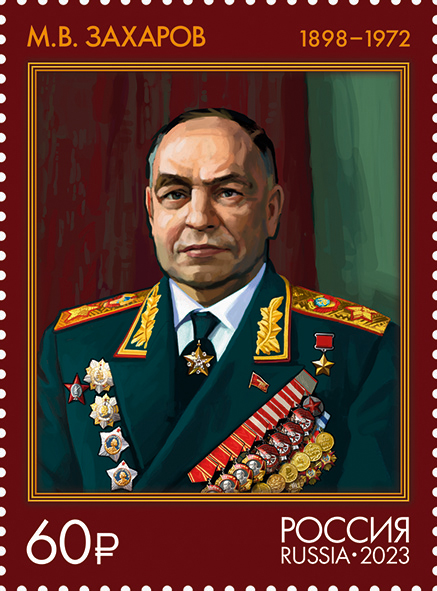
Почтовая марка России 2023 года, посвящённая 125-летию со дня рождения Маршала Советского Союза М.В. Захарова

## Память
- На центральной площади Старицы (Тверская область) установлен бюст маршала.
- Мемориальная доска установлена в Москве на здании Военной академии Генерального штаба.
- Имя М. В. Захарова с 1972 года до своего расформирования носило Рязанское высшее военное командное училище связи (1941—2011).
- Сквер Матвея Захарова в Одессе[29].
- Улица Маршала Захарова в Москве.
- Улица Маршала Захарова в Санкт-Петербурге.
- Улицы Маршала Захарова в Тюмени, Твери, Старице.
- Его имя носит школа в с. Емельяново Старицкого района Тверской области.
- В 2023 году была выпущена почтовая марка, посвящённая 125-летию М.В. Захарова[30].